# Park centralny w Helsinkach
Park centralny w Helsinkach (fin. Helsingin keskuspuisto, szw. Helsingfors centralpark) – park w Helsinkach o powierzchni 10 km². Położony jest między Töölö a Vantaa. Park nie jest ogrodzony; ma charakter leśny ze żwirowymi ścieżkami. Na terenie parku znajduje się m.in. Stadion Olimpijski.

## Historia
Pierwsza propozycja założenia parku padła w roku 1913 a sformułował ją architekt Bertel Jung. Plan został później zmieniony na korzyść stworzenia strefy leśnej. Według planów z roku 2002 park nie zostanie pomniejszony i nie powstanie tam żadna poważniejsza konstrukcja.

## Fauna i flora
Na terenie parku są cztery obszary chronione. Park zamieszkują m.in. borsuki, dzięcioły czarne, mysikróliki i świstunki leśne.